# Межталовка
Межталовка — деревня в Казачинском районе Красноярского края. Входит в состав Александровского сельсовета.

## География
Расположена в юго-восточной части района, на левом берегу реки Большая Таловка. Абсолютная высота — 179 метров над уровнем моря.
Климат
Климат характеризуется как резко континентальный, с продолжительной морозной зимой и коротким тёплым летом. Среднегодовая температура воздуха составляет −1,9°С. Средняя температура воздуха самого тёплого месяца (июля) составляет 20 °C (абсолютный максимум — 37 °C); самого холодного (января) — −18 °C (абсолютный минимум — −59 °C). Среднегодовое количество атмосферных осадков составляет 501 мм.

## История
Основана в 1918 году. В 1926 году в деревне Между-Таловка имелось 4 хозяйства и проживало 22 человека (10 мужчин и 12 женщин). В национальном составе населения того периода преобладали чуваши. В административном отношении входила в состав Александровского сельсовета Казачинского района Красноярского округа Сибирского края.

## Население
| 2010 |
| ---- |
| 0    |